# بیاتریس د کاردی
بیاتریس د کاردی (انگلیسی: Beatrice de Cardi؛ ۵ ژوئن ۱۹۱۴ – ۵ ژوئیهٔ ۲۰۱۶) یک انسان‌شناس، و باستان‌شناس اهل بریتانیا بود. پژوهش‌های وی به طور خاص بر روی خلیج فارس و ایالت بلوچستان پاکستان متمرکز بود. وی رئیس بنیاد بریتانیایی مطالعات عرب و در سال‌های ۱۹۴۹ تا ۱۹۷۳ دبیر انجمن باستان‌شناسی بریتانیا بود.